# سويتشتي الأولى (غرب كارون)
سويتشتي الأولى (بالفارسية: سوی‌چیتی یک) هي منطقة سكنية تقع في إيران في قسم غرب كارون الريفي. يقدر عدد سكانها بـ 273 نسمة .